# List gończy (film)
List gończy (cz. Zátah) – polsko-czechosłowacki film przygodowy z 1985 roku.

## Główne role
- Ladislav Potměšil – Karel Volf
- Tomáš Vacek – Pavel Kunz
- Rudolf Jelínek – porucznik Moravek
- Jiří Kodet – kapitan Vanek
- Miroslav Zounar – major Janda
- Jan Faltýnek – porucznik
- Svatopluk Matyáš – major Veverka
- Stanisław Michalski – major Machulski
- Ludwik Benoit – Okoń
- Zdeněk Buchvaldek – podpułkownik Vagner
- Josef Kubíček – Mucha
- Jana Švandová – Králová
- Jerzy Kryszak – kapitan Orlański
- Henryk Talar – Marek Nowak
- Miriam Chytilová – Magda

## Fabuła
18-letni Pavel, trzy razy uciekał z poprawczaka. Nie przyznaje się do swojego życia dziewczynie Magdzie. Pavel zostaje zmuszony do współpracy z Karelem Volfem, recydywistą, który podczas ucieczki z obozu pracy zabił strażnika i zabrał mu broń. Karel chce uciec przez Polskę do Szwecji. Z pomocą pasera Okonia, wynajmują łódź rybacką i płyną w morze. Okazuje się, że zostali oszukani.